# بحث کوچک
بحث کوچک (به هندی: Chhoti Si Baat) فیلمی محصول سال ۱۹۷۶ و به کارگردانی باسو چاترجی است. در این فیلم بازیگرانی همچون آمل پالکار، ویدیا سینها، آشوک کومار، آسرانی، درمندرا، هما مالینی ایفای نقش کرده‌اند.
این اثر سینمایی بازسازی یک فیلم سینمایی بریتانیایی بنام مدرسه‌ای برای مزدوران (فیلم ۱۹۶۰) است.